# Bandite di Scarlino
Le Bandite di Scarlino si estendono su una superficie di quasi 6.000 ettari, interessando parte dei comuni di Scarlino, Castiglione della Pescaia e Gavorrano nell'area settentrionale della provincia di Grosseto.

## Descrizione
Il territorio, prevalentemente collinare, costituisce l'appendice naturale delle Colline Metallifere grossetane sulla sponda nord-occidentale di Poggio Ballone, protendendosi anche verso il Mar Tirreno, dove forma l'omonimo promontorio, che si affaccia sul Golfo di Follonica.
L'altezza massima che si raggiunge nella parte più interna è di 559 metri s.l.m. sulla vetta del Monte d'Alma, mentre lungo la costa il promontorio delle Bandite di Scarlino tocca quota 213 metri s.l.m.

## Promontorio
Il promontorio delle Bandite di Scarlino si eleva immediatamente a sud del Porto del Puntone di Scarlino, formando un tratto di costa prevalentemente alta e rocciosa, inframezzata da isolate calette, come ad esempio Cala Martina.
La caletta più a sud, Cala Violina, si presenta con sabbia bianca finissima, creando un suggestivo scenario.
La sponda meridionale del promontorio digrada verso la piana del torrente Alma, poco a nord di Punta Ala.

## Entroterra
Nell'entroterra, le Bandite di Scarlino si elevano lungo la sponda nord-occidentale di Poggio Ballone, raggiungendo alcuni paesi arroccati sul massiccio collinare.
Numerosi sono i sentieri percorribili a piedi, in bicicletta o a cavallo, lungo i quali si aprono caratteristici panorami sia verso il mare che verso la pianura e l'area collinare interna.

## Area protetta
Il Padule e le Costiere di Scarlino costituiscono un'area naturale protetta della provincia di Grosseto. Il Padule di Scarlino è un sito di interesse regionale della provincia di Grosseto, in piccola parte compreso nella Riserva naturale Tomboli di Follonica e in gran parte compreso nell'Oasi di Protezione Padule e le Costiere di Scarlino. 
Sulle Costiere insiste anche un ANPIL omonimo. Lo stesso territorio è stato proposto come sito di interesse comunitario (pSIC). 